# Teigen Allen
Teigen Jacqueline Allen (Sydney, 12 febbraio 1994) è una calciatrice australiana, difensore del Melbourne City e della nazionale australiana.

## Carriera

### Club
Ha esordito per il Sydney FC il 5 ottobre 2009, schierata titolare nella sconfitta interna per 1-3 contro i Central Coast Mariners. Nel 2012 è passata ai Western Sydney Wanderers, per cui ha debuttato il 20 ottobre: è stata titolare nella sconfitta per 4-3 contro l'Adelaide United. L'11 novembre successivo ha trovato il primo gol, nel pareggio per 1-1 contro il Canberra United.
Il 9 giugno 2014 è stata tesserata dalle statunitensi del Western New York Flash. Ha pertanto esordito con questa casacca il 22 giugno, subentrando a Kat Williamson nella sconfitta interna per 1-2 contro il Seattle Reign.
Sempre nel 2014 è tornata in patria, per giocare nuovamente nel Sydney FC. Chiusa anche questa parentesi, è stata in forza al Melbourne City.
Il 31 dicembre 2016, le norvegesi del Vålerenga hanno reso noto l'ingaggio di Allen. Ha esordito in Toppserien in data 17 aprile 2017, schierata titolare nella sconfitta per 2-1 patita sul campo dell'Avaldsnes.
È poi tornata al Sydney FC in vista del campionato 2017-2018. Il 27 ottobre 2017 ha quindi ricominciato a calcare i campi da calcio australiani, venendo impiegata da titolare nella sconfitta per 1-3 arrivata a domicilio contro il Brisbane Roar.

### Nazionale
Il 29 gennaio 2008, all'età di 13 anni, la Allen ha giocato la prima partita per l'Australia under 17 contro gli Stati Uniti al North Harbour Stadium di Auckland. L'anno seguente, da quattordicenne, è stata convocata per il campionato asiatico Under-19, dove l'Australia è stata eliminata al termine della fase a gironi. Successivamente, quello stesso anno, ha partecipato al campionato asiatico Under-16, poi vinto.
Ha poi giocato la Coppa delle nazioni asiatiche 2010, vinta proprio dall'Australia. Ha quindi esordito in Nazionale maggiore all'età di 15 anni. L'anno seguente ha partecipato al campionato mondiale, dove l'Australia è stata eliminata ai quarti di finale.

## Palmarès

### Nazionale
- Cup of Nations: 1

2019